# Thomas Goldstein
Pour les articles homonymes, voir Goldstein.
Thomas Eugen Goldstein (23 juin 1913 - 19 novembre 1997) est un historien et journaliste américain né en Allemagne qui a écrit une série de recueils d'histoire sous le titre « Dawn of Modern Science » (« l'Aube de la science moderne »). Il est également cofondateur de la Société pour l’histoire des découvertes (en). Il a quitté Berlin et s'est installé aux États-Unis sous le régime nazi au début de sa vie.

## Biographie
Thomas Goldstein est le fils de l'écrivain Moritz Goldstein. Durant ses études, il est assistant-réalisateur d'Erwin Piscator dans un groupe de théâtre politique appartenant à un groupe d'étudiants socialistes-révolutionnaires. Il étudie de 1931 à 1933 à Berlin puis émigre vers Florence.
Thomas Goldstein est venu en Italie pour y continuer ses études. En parallèle, toutefois, il est inscrit également au collège cofondé par son père, Landschulheim Florenz (de). En 1936, il obtient son doctorat à l'université de Florence et y est ensuite employé. En raison de ses activités politiques antérieures à Berlin, il était également à Florence sous l'observation de l'organisation étrangère de la NSDAP et du consulat allemand  probablement dans le contexte de la répression croissante des Juifs étrangers en Italie et Goldstein commence son odyssée d'émigration. En 1938, Thomas Goldstein voyage pour la première fois en Norvège en passant par la Suisse. Lorsque les troupes allemandes l'envahirent le 9 avril 1940, il émigre vers la Suède voisine. Son évasion l'a ensuite conduit via la Russie et l'Espagne à Cuba et en République dominicaine, où il a été interné. De la République dominicaine, il a finalement pu entrer aux États-Unis en 1941.
Il est devenu chercheur associé à l'université de New York en 1942 et a également travaillé pour l'Office of War Information des États-Unis, pour le Bureau des affaires allemandes du département d'État américain et comme commentateur politique pour le Service allemand de Voice of America.
À partir de 1955, Thomas Goldstein poursuit sa carrière scientifique. Il est devenu chargé de cours d'histoire au Brooklyn College de New York et (jusqu'en 1965) à la New School of Social Research. En 1959, il devient chargé de cours au département d'histoire du City College of New York, où il est ensuite nommé professeur. Il a pris sa retraite en tant que professeur en 1978.
Thomas Goldstein s'est spécialisé dans les racines historiques communes de la Renaissance et dans la pensée et la découverte géographiques de cette période. Il était membre de plusieurs sociétés scientifiques aux États-Unis.

## Travaux

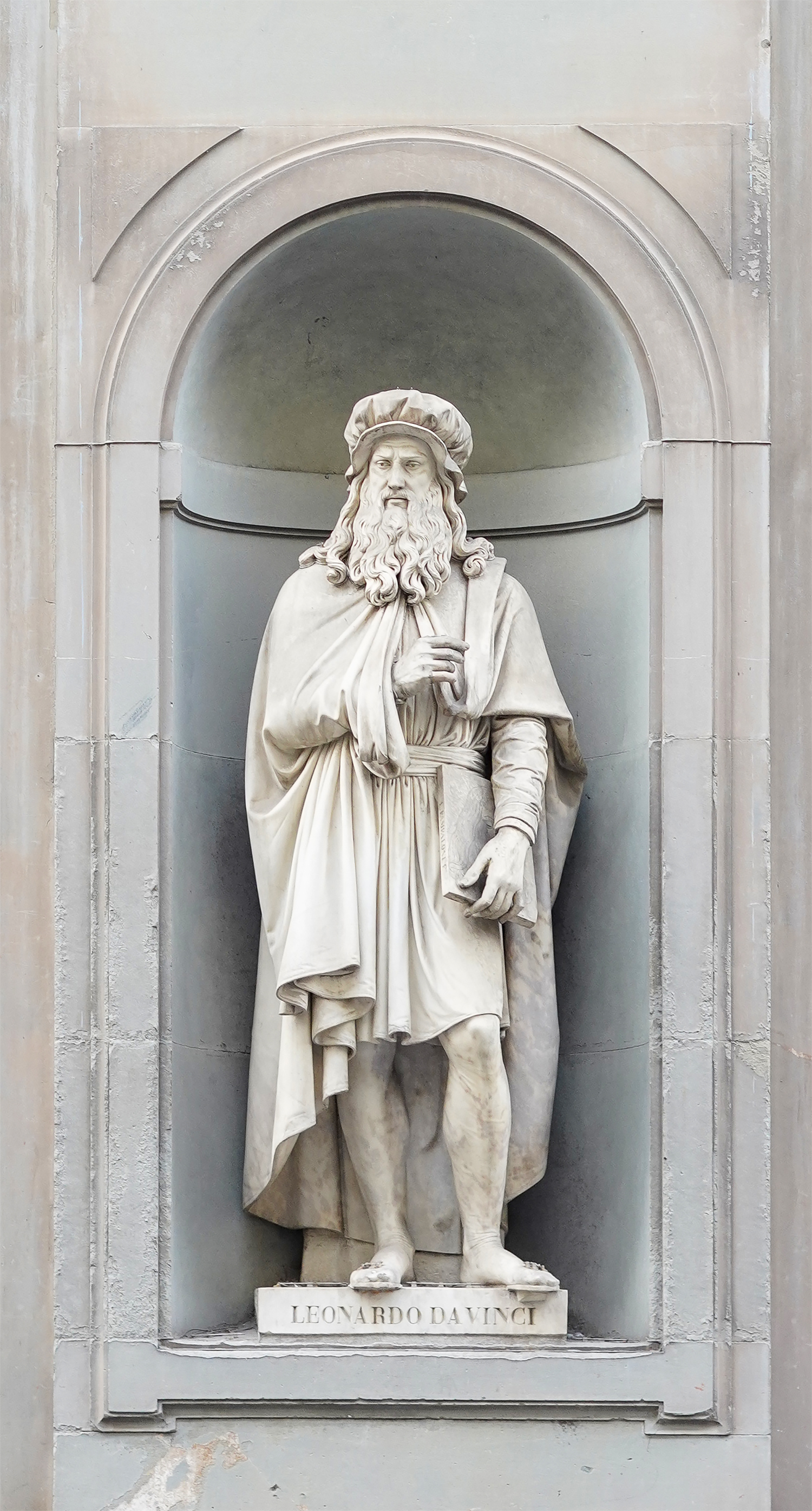
Statue de Léonard de Vinci, extérieur de la Galerie des Offices à Florence.

Ses ouvrages couvrent les périodes des Grecs à la Renaissance, et des arabes à Léonard de Vinci. 
Dans son livre Dawn of Modern Science: From the Arabs to Leonardo da Vinci paru en 1980, il explore l'histoire des sciences durant la Renaissance, débat de l'influence de la culture arabe et étudie les connexions entre art et science.
« Bien que le titre mette l'accent sur la science, une grande attention est portée à l'art, la religion, la philosophie, le mysticisme et d'autres modalités de comprendre le monde naturel. L'architecture, l'ubanisation, la cartographie et l'exploration font partie des entreprises dont les influences sont débattues. ».
Il a travaillé aussi sur la cartographie, notamment à Florence au XVe siècle, et plus spécialement la carte de Vinlund. Il a également écrit des ouvrages sur le concept de la Terre à la Renaissance et ses influences sur Copernic, sur le rôle de la classe des marchands italiens dans la Renaissance et les découvertes, et sur les impulsions de la culture de la Renaissance italienne derrière l'âge des découvertes.

## Prix et distinctions
En 1982 il reçoit le prix Pfizer décerné par l’History of Science Society en reconnaissance d'un livre exceptionnel sur l'histoire des sciences, pour son livre Dawn of Modern Science: From the Arabs to Leonardo da Vinci (New York: Hougbton Mifllin, 1980).

## Sélection de publications
- Dawn of Modern Science (1984)
- Dawn of Modern Science: From the Ancient Greeks to the Renaissance (1988)
- Dawn of modern science : From the Arabs to Leonardo da Vinci (1980)
- Geography in Fifteenth-Century Florence, dans: John Parker (éd.): Merchants and Scholars, Minneapolis, 1965
- Conceptual Patterns Underlying the Vinlund Map, dans Renaissance News, Vol. 19, n ° 4, 1966
- The Renaissance Concept of the Earth in its Influences Upon Copernicus, dans: Terrae Incognitae, Vol. 4, 1972
- The Role of the Italian Merchgant Class in Renaissance and Discoveries, Terrae Incognitae, Vol. 8, 1976
- Impulses of Italian Renaissance Culture Behind the Age of Discoveries, dans: Fredi Chiappelli (de) (éd.), Premières images de l'Amérique, Berkeley, 1976